# Brocchinia delicatula
Brocchinia delicatula är en gräsväxtart som beskrevs av Lyman Bradford Smith. Brocchinia delicatula ingår i släktet Brocchinia och familjen Bromeliaceae. Inga underarter finns listade i Catalogue of Life.